# Горлиця танімбарська
Горлиця танімбарська (Macropygia timorlaoensis) — вид голубоподібних птахів родини голубових (Columbidae). Ендемік Індонезії. Танімбарська горлиця до 2016 року вважалася конспецифічною з ветарською і флореською горлицями.

## Поширення і екологія
Танімбарські горлиці є ендеміками Танімбарських островів. Вони живуть у сухих і вологих рівнинних тропічних лісах. 